# Mitsukuri Shūkichi
Mitsukuri Shūkichi (jap. 箕作 秋吉; * 21. Oktober 1895 in Tokio; † 10. Mai 1971 in der Präfektur Kanagawa) war ein japanischer Komponist.

## Leben
Mitsukuri studierte an der Universität von Tokio und war dann in Berlin Schüler von Georg Schumann und in Tokio von Joseph Rosenstock. 1935 gründete er die japanische Sektion der International Society for Contemporary Music, deren Generalsekretär er bis 1953 war. 1936 nahm er an dem Kunstwettbewerb anlässlich der Olympischen Spiele in Berlin mit der Komposition „Gesunder Sommer“ teil. Sein Beitrag wurde jedoch nicht prämiert. – Seit 1939 war er Professor an der Universität von Tokio. 
Er komponierte zwei Sinfonien und eine Sinfonietta, zwei sinfonische Dichtungen, ein Klavierkonzert, eine Klassische Suite, kammermusikalische Werke, Violin- und Klavierstücke sowie mehrere Lied- und Volksliedsammlungen.

## Werke
- 1927 Romantische Suite, Op. 3 für Orchester
- 1927 Klassische Musik, Op. 4 für Streichquartett (oder Orchester)
- 1931 10 Haikai von Basho, Op. 8 für Stimme und Klavier (oder Orchester)
- 1934 Sinfonietta classica
- 1935 Sonate für Violine und Klavier, Op. 15
- 1935 Three Piano Pieces after the Flower, Op. 16 für Klavier
- 1950 Sinfonie, Op. 20 für Chor und Orchester
- 1953 Konzert für Klavier und Orchester
- 1955 Klavierquintett, Op. 31
- 1958 Sakura-sakura für Violoncello und Klavier